# محمود الدرة
محمود حسن الدرة (1910 – 28 آب 1995)، هو كاتب عراقي وعسكري ضابط في الجيش العراقي، كان عضوًا في الكتلة القومية العسكرية التي دعمت ثورة رشيد عالي الكيلاني عام 1941 وأحيل مع 3000 ضابط على التقاعد بعد فشل الثورة وكان برتبة رائد ركن. لعب دورًا فعالاً في انقلاب الشواف، وألف كتاباً شرح فيهِ دوره في الانقلاب وكيف وصل الدعم من الجمهورية العربية المتحدة. كما انه هو الذي أعد بيانه وألقاه

## السيرة
ولد مطلع عام 1910 في بغداد، انتقل مع والده حسن إلى الكويت سنة 1914، وكان والده هارباً من التجنيد في الجيش العثماني بداية نشوب الحرب العالمية الأولى، دخلَ محمودُ الكتّاب في الكويت لدى شيخٍ نجدي ولم يدم وجودهُ هناك لفترة طويلة إذ قرر والدهُ نقله إلى مدرسةٍ حديثة بعد حادثة شجار وقعت بينهُ وبين الشيخ النجدي الذي ضرب محمود بوحشية.
بعد انتهاء الحرب العالمية الأولى، عاد والده مع أسرته إلى العراق، وقد ازداد عدد أفراد العائلة ببنت صغيرة، واضظر للهجرة مع عائلته إلى العراق نتيجة خسارته لجميع ثروته بسبب العواصف البحرية الهائجة، التي أفنت تجارته وما كان يمتلك من أموال، عادت العائلة إلى بغداد ودخل محمود إلى كتاب عند الملا أحمد في الكرخ، وفيما بعد، انتقل إلى مدرسة جديدة أُقيمت على أيدي الإنجليز في محلة الحيدرخانة الواقعة بجوار الرصافة، التي تركوها بعد فترة قصيرة عندما اندلعت ثورة العشرين، حيث شارك والد محمود بنشاط في هذه الثورة، انتقلوا بعدها إلى النعمانية (البغيلة) حيث تلقى تعليمه في مدرستها، لكنه فيما بعد انتقل إلى مدينة الكوت، وهناك بدأ مشواره في طلب العلم والمعرفة والقراءة بدعم من مدرسيه.
نجح محمود في إقناع والده بموافقته على السماح لهُ بالانتقال إلى بغداد لمتابعة دراسته ومسيرته التعليمية والتطلع إلى أن يصبح معلمًا. وهكذا، انتقل إلى بغداد واستقر مع عمتهِ في منتصف سنة 1923. بدأ تعليمه في مدرسة تطبيقات دار المعلمين النموذجية، عندما انتهت دراسته الابتدائية بتفوق، دخل مدرسة الهندسة والصنايع. ولكن بعد فترة قصيرة من الزمن، أغلقت هذه المدرسة. لذلك انتقل إلى المدرسة الإعدادية المركزية في منطقة الكرخ. وفي عام 1929، توفي والده، مما كان يعتبر تحديًا إضافيًا في حياته. ثم في عام 1937، قرر الزواج من امرأة شقيقة زوجة ابن عمته.

## حياته العسكرية
دخل إلى كلية الأركان العراقية عام 1928، وتخرج بعد ذلك منها في عام 1930. كان من زملائه في الكلية الأمير غازي الذي سيكون بعد ذلك بسنوات قليلة ملكًا على العراق، تخصص في دورات تدريبية بإنجلترا و تدرج في الرتب، و كانت آخر رتبة لهُ قبل إحالته على التقاعد هي رائد ركن عام 1941، لمشاركته في ثورة مايس. ثم قبع في السجن من عام 1941 الى عام 1945، بعد فشل حركة رشيد عالي الكيلاني 

## حياته السياسية و دوره في انقلاب الشواف
بعد قيام ثورة 14 تموز سنة 1958، وقف ضد التوجه الشيوعي وشارك في انقلاب العقيد الركن عبد الوهاب الشواف في الموصل والتي قامت في 8 آذار سنة 1959، حيث اعد بيان الإنقلاب وألقاه وبعد فشل الانقلاب هرب إلى سوريا، ومنها إلى القاهرة، عاد بعد انقلاب 8 شباط 1963 إلى العراق حيثُ أُعيدُ الى الخدمة في الجيش، وأمضى بقية حياته فيما بعد في بيروت حيث ألف هناك كتاب "ثورة الموصل القومية 1959 فصل في تاريخ العراق المعاصر" شرح فيهِ دورهُ في الانقلاب عام 1959.

## مؤلفات
- 1938 – محاضرات في التعبئة والحرب الصغرى، مطبعة التفيض الأهلية- بغداد.[10]
- 1961 – حروب محمد، دار المعرفة، القاهرة.
- 1964 – تاريخ العرب العسكري (حروب محمد، حروب الردة، حروب العراق)، دار الكتاب العربي، بيروت
- 1964 – تجربة الشيوعية في الصين: مشاهدة، ودراسة، دار الكتاب العربي ودار الكفاح، بيروت.
- 1966 – القضية الكردية والقومية العربية في معركة العراق، دار الطليعة، الطبعة الثانية منقحة
- 1966 – آراء في مشاكل عراقية أزمة النفط و الحكم، دار الطليعة، بيروت.
- 1969 – الحرب العراقية البريطانية 1941، دار الطليعة للطباعة والنشر، 1969، ط
- 1976 – حياة عراقي من وراء البوابة السوداء، الهيئة المصرية العامة للكتاب مصر، (ردمك 977-2-1-150-6)
- 1987 – ثورة الموصل القومية 1959 فصل في تاريخ العراق المعاصر، منشورات مكتبة اليقظة العربية، عمان

## وفاته
توفي في 28 آب سنة 1995 في بيروت.

## الملاحظات
1. ↑  من العسكريين الذين سُجنوا في معتقل الفاو المقدم المتقاعد حقي عبد الكريم والرائد المتقاعد عامر حسك والنقيب المتقاعد مدلول عباس والنقيب المتقاعد محمود حسن الدرة[7]
2. ↑  كان مساعدا لصلاح الدين الصباغ[8]